# ロンダリング
『ロンダリング』は、2025年7月4日（3日深夜）から関西テレビの「カンテレ×FODドラマ」枠で放送中のテレビドラマ。主演は地上波連続ドラマ単独初主演となる藤原丈一郎。

## キャスト

### 主要人物
緋山鋭介（ひやま えいすけ）
演 - 藤原丈一郎
売れない俳優。「この世に恨みを残している死者の声が聞こえる」という特殊能力を持っている。天海社長に事故物件ロンダリング部門のスタッフとして雇われる。

### アマミ不動産
蒼沢夏凜（あおさわ かりん）
演 - 菅井友香
大阪支社 社員。緋山のお世話係兼相棒。元売り上げNo.1デリヘル嬢。
緑原小町（みどりはら こまち）
演 - 久保田磨希
大阪支社 社員。一家殺人のあった事故物件に住んでいるが、幽霊の悪影響をまったく受けないある意味特殊な体質。
村崎篤史（むらさき あつし）
演 - 趙珉和（第3話 - ）
大阪支社 社員。元刑事。体を壊して大阪府警を辞めたあと、天海社長に拾われた。
天海吾郎（あまみ ごろう）
演 - 大谷亮平
社長。緋山に事故物件のロンダリングを依頼する。

### 周辺人物
P.J.
演 - 橋本涼
緋山に近づく謎の男。ミナミでコンセプトカフェやガールズバーなどを経営する「b Eyondoグループ」の取締役。だが実は、大阪の半グレ集団の幹部だとわかる（第6話）。
灰田徹
演 - 和田正人（第6話 - ）
大阪府警の所轄の刑事。
桃丘健太
演 - 真田理希
P.J.の舎弟。

### ゲスト
第1話
- 馬場一馬〈34〉（尚哉の息子） - 藤山扇治郎
- 馬場尚哉（志多天ラグジュアリー 802号室 オーナー） - 小松健悦
- 九条〈享年24〉（志多天ラグジュアリー 802号室 元住人・ラウンジ嬢） - 早坂風海
- アマミ不動産 社員 - 吉田桃華（第3話）
- 独居老人（緋山のアパートで7年前孤独死） - 大橋壮多

第2話
- 刑事 - 岡本拓朗
- 幽霊（緑原の家に住み着いている家族の幽霊） - 六也修吉（第5話）、浜那真帆（第5話）、角野礼拓（第5話）

第3話
- 獏良あゆ（メゾン梅小水ハイツ 406号室の住人・キャバ嬢） - 春名真依（第2話・第4話）

第4話
- レイナ / スズ（保掛の客） - 大出菜々子（第3話）
- 保掛元久（元ホスト） - 竹下健人
- コウちゃん（あゆの恋人） - 真丸
- レイナの客 - 華井二等兵（第3話）
- ピッピ、ナオ、ふわり（ガールズバーのキャスト） - 横堀菜々美（第7話）、垪和美咲（第7話）、伊藤卯咲（第7話）
- ホスト（保掛の仲間） - 谷口遼

第5話
- 西大路絹代（大地主） - 宮田圭子（第6話）
- 金蔵八千代（民自党衆議院議員） - 月丘七央
- 佐渡山順久
- 東村晃幸
- 大熊ねこ
- 解体工事責任者 - 行澤孝
- 部下 - 小川稔、伊達要希

第6話
- 老人（貧困ビジネス被害者） - 麻生美人（第5話）、福原正義（第5話）、堂崎茂男（第5話）、白山豊（第5話）
- 家族 - 中村由梨絵、佐貫寧音、山添楓真
- 紺野サチ - 三原あや（第7話）

第7話
- キモリアユミ（失踪した医師） - 谷村美月
- NPO法人 代表 - 堀内正美
- 路上生活者 - 鍋島浩、天王寺一、藤田功次郎
- 路上生活者（キモリに会わせてやると緋山に声をかける） - 井上学
- チンピラ（緋山を襲うチンピラ） - 川浪ナミヲ、浄弘卓磨
- 鑑識 - 久徳和彦

## スタッフ
- 脚本 - 古家和尚[1]
- 音楽 - 秦コータロー[1]
- 主題歌 - なにわ男子「Black Nightmare」（ストームレーベルズ）[29]
- チーフプロデューサー・演出 - 木村淳[1]
- 演出 - 髙野有里、西村美保[1]
- プロデューサー - 中林佳苗、田端綾子、中村和宏
- 制作協力 - メディアプルポ、MEW[1]
- 制作著作 - 関西テレビ[1]

## 放送日程
| 話数  | 放送日  | サブタイトル       | 演出     |
| ----- | ------- | ------------------ | -------- |
| 第1話 | 7月04日 | きこえるおとこ     | 木村淳   |
| 第2話 | 7月11日 | みえるおんな       | 木村淳   |
| 第3話 | 7月18日 | じこのないぶっけん | 髙野有里 |
| 第4話 | 7月25日 | すくわれるたましい | 髙野有里 |
| 第5話 | 8月01日 | いすわるものたち   | 木村淳   |
| 第6話 | 8月08日 | うばわれたいばしょ | 髙野有里 |
| 第7話 | 8月15日 | きえたじょせいいし | 西村美保 |

## 放送局
| 放送期間       | 放送時間                     | 放送局     | 対象地域   | 備考   |
| -------------- | ---------------------------- | ---------- | ---------- | ------ |
| 2025年7月4日 - | 金曜 0:15 - 0:45（木曜深夜） | 関西テレビ | 近畿広域圏 | 製作局 |
|                | 金曜 2:15 - 2:45（木曜深夜） | フジテレビ | 関東広域圏 |        |